# Roetkleurige miervogel
De roetkleurige miervogel (Hafferia fortis synoniem: Percnostola fortis ) is een zangvogel uit de familie Thamnophilidae (miervogels).

## Verspreiding en leefgebied
Deze soort komt voor in het westen van het Amazonegebied en telt twee ondersoorten:
- H. f. fortis: zuidoostelijk Colombia, oostelijk Ecuador, oostelijk Peru, noordwestelijk Bolivia en westelijk Brazilië.
- H. f. incanescens: Tonantins (in het westen van Brazilië).

## Status
De grootte van de populatie is niet gekwantificeerd maar de soort wordt omschreven als schaars. Op de Rode lijst van de IUCN heeft deze soort de status niet bedreigd.

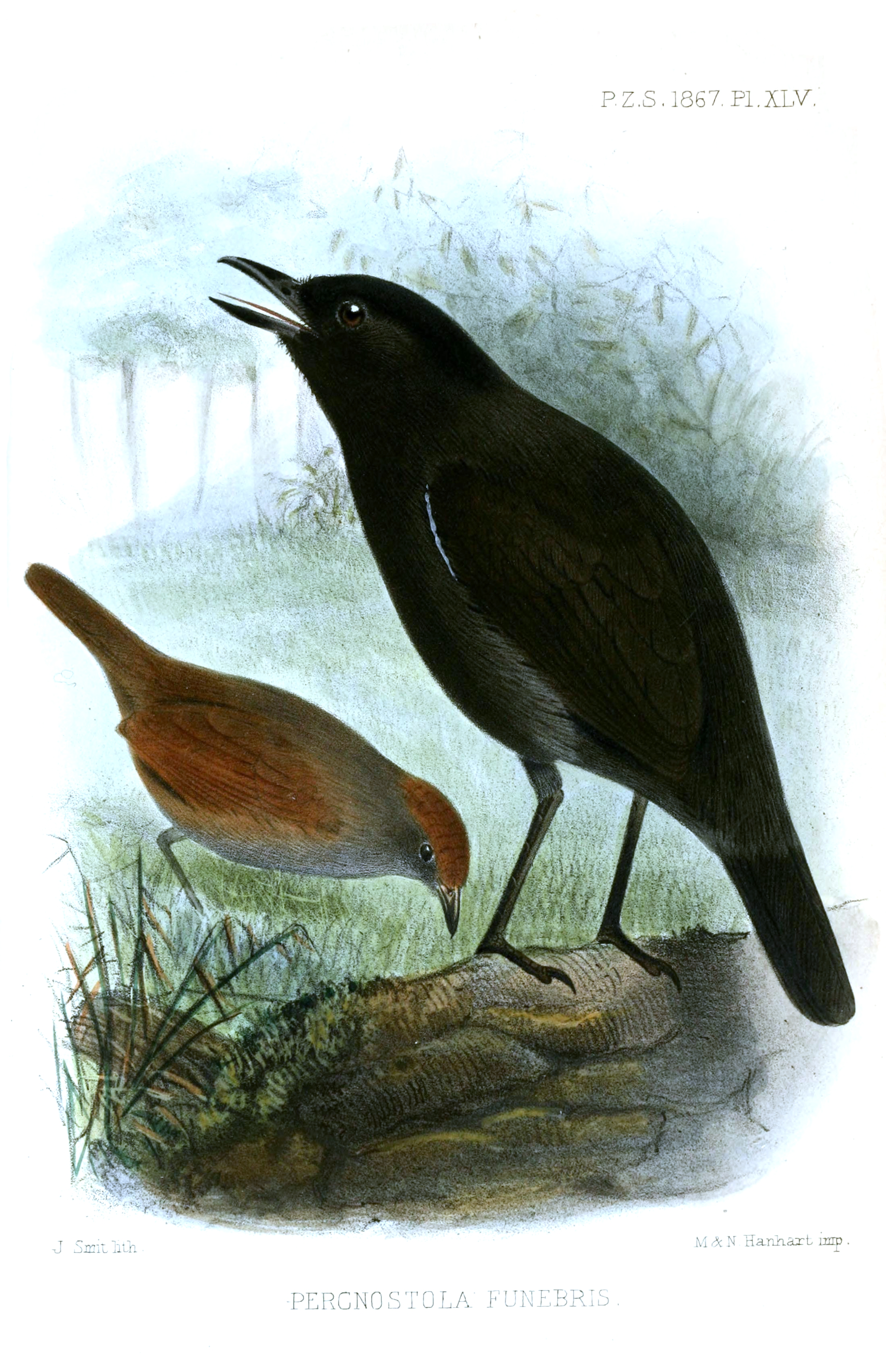